# Lulei számi nyelv
A lulei számi (vagy néha luleszámi) nyelv az uráli nyelvcsalád tagja, a finnugor nyelvek közé tartozó számi nyelvek északi csoportjának egyike. Legközelebbi rokonnyelvei a pitei számi és a tényleges északi számi.
Beszélőinek száma mintegy 2000 fő. Legnagyobb részük Svédországban lakik, a többiek Norvégiában. Svédországban Jokkmokkban található a Számi oktatási központ, ahol a kézművesség mellett luleszámiul is lehet tanulni, ugyanitt Számi múzeum is van. A norvég területen a Bodői Főiskolán van lehetőség luleszámi nyelv tanulására, itt tanárokat is képeznek.

## A személyes névmások a lulei és az északi számi nyelvben
A következő táblázatban a két nagyon közel álló rokon nyelv személyes névmásai láthatók:
|                    | Magyar    | Lulei | Északi   |
| ------------------ | --------- | ----- | -------- |
| 1.személy (egyes)  | én        | mån   | mon, mun |
| 2.személy (egyes)  | te        | dån   | don      |
| 3.személy (egyes)  | ő         | sån   | son      |
| 1.személy (kettes) | mi ketten | måj   | moai     |
| 2.személy (kettes) | ti ketten | dåj   | doai     |
| 3.személy (kettes) | ők ketten | såj   | soai     |
| 1.személy (többes) | mi        | mij   | mii      |
| 2.személy (többes) | ti        | dij   | dii      |
| 3.személy (többes) | ők        | sij   | sii      |

## Igeragozás
Az alábbiakban nem a teljes ragozás látható, csakis a páros szótagszámú -at, -et, -ot és -åt végű igék jelen idejű ragozása. A lulei számi nyelvben van ugyanis páros és páratlan szótagszám szerinti igeragozás. Ezenkívül, és ezt a névszóragozásnál is meg kell említeni, a számi nyelvek egyik sajátossága a fokváltakozás. Ez látható az igeragozásban is, amikor a tővégi mássalhangzó-kapcsolat megváltozik. Erős foknak hívják azt, amikor a ragozott alakban a mássalhangzó-kapcsolat ugyanolyan marad, mint a főnévi igenévben volt.
|     | viedtjat      | boahtet      | doalvvot      | bårråt      |
| --- | ------------- | ------------ | ------------- | ----------- |
| mån | viettjav      | boadáv       | doalvov       | båråv       |
| dån | viettja       | boadá        | doalvo        | bårå        |
| sån | viedtjá       | boahtá       | doalvvu       | bårrå       |
| måj | viedtjin      | båhtin       | doalvvun      | bårrin      |
| dåj | viedjabihtte  | boahtebihtte | doalvvubihtte | bårråbihtte |
| såj | viedtjaba     | boahteba     | doalvvoba     | bårråba     |
| mij | viedtjap      | boahtep      | doalvvop      | bårråp      |
| dij | viedtjabihtit | boahtebihtit | doalvvobihtit | bårråbihtit |
| sij | viedtji       | båhti        | doalvvu       | bårri       |

## Közelebb a magyar nyelvhez
A lulei számi nyelv, az északi számival szemben, úgy tűnik, néha közelebbi rokonságban áll. Vannak olyan rokonszavak, amelyek a lulei számiban megmaradtak (vannak jelen), míg az északi számiban nem találni őket. Ilyen szó például az öv, ami luleiül avve, míg északiul boagán.

## Példaszövegek
A fentebb hallható nő a következő - rokon - szavakat sorolja fel:
| bealle - fél (db) beallje - fél balvva - felhő tjálmme - szem tjoarve - szarv tjuohte - száz giehta - kéz goahte - ház guolle - hal | gullat - hall galgat - kell dálvve - tél diehtet - tud mij - mi dij - ti avve - öv njuolla - nyíl varra - vér | njoallot - nyal njiellat - nyel akta - egy guokta - kettő gålmmå - három niellja - négy vihtta - öt guhtta - hat |  |

## Fordítás
- Ez a szócikk részben vagy egészben  a   Luulajansaame című finn Wikipédia-szócikk ezen változatának fordításán alapul.  Az eredeti cikk szerkesztőit annak laptörténete sorolja fel. Ez a jelzés csupán a megfogalmazás eredetét és a szerzői jogokat jelzi, nem szolgál a cikkben szereplő információk forrásmegjelöléseként.